# Paulo Melo
Paulo Ricardo Souza de Melo (1 de marzo de 1997) es un deportista brasileño que compite en taekwondo.
Ganó una medalla en el Campeonato Mundial de Taekwondo de 2019 y cuatro medallas en el Campeonato Panamericano de Taekwondo entre los años 2018 y 2024. En los Juegos Panamericanos consiguió tres medallas, en los años 2019 y 2023.

## Palmarés internacional
| Campeonato Mundial      | Campeonato Mundial           | Campeonato Mundial | Campeonato Mundial |
| Año                     | Lugar                        | Medalla            | Categoría          |
| ----------------------- | ---------------------------- | ------------------ | ------------------ |
| 2019                    | Mánchester (Reino Unido)     | Medalla de bronce  | –54 kg             |
| Juegos Panamericanos    |                              |                    |                    |
| Año                     | Lugar                        | Medalla            | Categoría          |
| 2019                    | Lima (Perú)                  | Medalla de bronce  | –58 kg             |
| 2023                    | Santiago (Chile)             | Medalla de oro     | Equipo             |
| 2023                    | Santiago (Chile)             | Medalla de bronce  | –58 kg             |
| Campeonato Panamericano |                              |                    |                    |
| Año                     | Lugar                        | Medalla            | Categoría          |
| 2018                    | Spokane (Estados Unidos)     | Medalla de plata   | –54 kg             |
| 2021                    | Cancún (México)              | Medalla de bronce  | –54 kg             |
| 2022                    | Punta Cana (Rep. Dominicana) | Medalla de oro     | –54 kg             |
| 2024                    | Río de Janeiro (Brasil)      | Medalla de bronce  | –58 kg             |